# 地獄風景
『地獄風景』（じごくふうけい）は江戸川乱歩の中編小説。

## 概要
平凡社から刊行された『江戸川乱歩全集』の付録冊子『探偵趣味』第1号（1931年5月）から第11号（1932年3月）まで途中まで連載された後、残りの部分を新たに書き下ろして、『江戸川乱歩全集』第11巻に収録された。『パノラマ島奇談』から『影男』へ続く人工世界テーマが、もっとも残虐で極彩色な形で追及された一篇である。
連載第1回で「懸賞犯人探し」がうたわれ、実際に連載途中で読者から犯人の氏名と推定理由を募り、真犯人を当てさらに推定理由が優れた者を乱歩らが選定し、賞品の授与がおこなわれた。読者から寄せられた回答のうち、犯人の正答率は9割以上であった。
1947年に白亜書房からおよび1950年に岩谷書店から刊行されたときは全ては犯人の夢であったという結末が追加されたが、その後、追加の部分は削除された。

## あらすじ
M県Y市の名士・喜多川治良右衛門は自宅にジロ娯楽園という奇怪な遊園地を作り、悪友たちと退廃的な生活を送っていた。やがて、娯楽園の中で次々と治良右衛門の友人たちが殺害される。地元警察は、外部から犯人が侵入した形跡がないことから、治良右衛門の友人たちの中に犯人がいると推理し、治良右衛門は木島刑事に事件解明を依頼する。木島は最初、誘拐の前科があり、死体を前にして悠々と死体の絵を描いていた湯本譲次を拘束するが、譲次の拘束中に殺人事件が発生し、警察は譲次を釈放する。
やがて、7月14日のカーニバル祭に恐ろしい大量殺人がおこなわれることを示唆するメモが発見される。メモを落とした、治良右衛門の使用人、餌差宗助の行方を警察は必死に捜索するが、宗助もまた木島刑事らの前で息絶える。警察はカーニバル祭の中止を勧告するが、治良右衛門は勧告に従わず、全国から紳士淑女を集めてカーニバル祭を強行する。地元警察が警護し、木島刑事も客に扮して祭に潜入する中、カーニバル祭は始まるが…。

## 登場人物
喜多川治良右衛門（きたがわ じろえもん）M県Y市の名士。33歳。自宅にジロ娯楽園を作り、退廃的な生活を送っている。地元の政治家などに影響力を持ち、警察もうかつに手が出せない。
木下鮎子（きのした あゆこ）治良右衛門の恋人。20歳。快活な性格。
諸口ちま子（もろぐち ちまこ）治良右衛門のもう一人の恋人。21歳。娯楽園の設計を手伝ったこともある才女。
大野雷蔵（おおの らいぞう）治良右衛門の友人。35歳。売れない劇作家。
人見折枝（ひとみ おりえ）雷蔵の恋人。19歳。資産家令嬢。
湯本譲次（ゆもと じょうじ）誘拐の前科があるサディスト。29歳。
原田麗子（はらだ れいこ）譲次の恋人。23歳。マゾヒストで譲次と性癖の相性が良い。
三谷二郎（みたに じろう）美少年。16歳。治良右衛門の仲間たちのペット。
餌差宗助（えさし そうすけ）治良右衛門の秘書兼園内総監督。大人の顔と小柄な体型の持ち主で年齢不詳。治良右衛門の信任は厚い。
木島（きしま）治良右衛門に事件解明の依頼を受けた刑事。喜多川家に住み込む。

## 収録
- 光文社文庫『江戸川乱歩全集第8巻　目羅博士の不思議な犯罪』（2004年）

## 漫画化作品
桑田次郎『地獄風景』
『週刊少年キング』1970年21号 - 24号掲載。登場人物がヒッピーに変更されているほか、結末が変更されている。
収録単行本 - 『ホラーコミック傑作選 第5集 江戸川乱歩・原作 白髪鬼』角川書店〈角川ホラー文庫〉、2000年。ISBN 4-04-192404-9。『江戸川乱歩妖美劇画館 Vol. 1 地獄風景/パノラマ島奇談』少年画報社〈SGコミックス〉、2015年。ISBN 978-4-7859-5580-9。